# Yoko Tsuno
Cet article parle de la série, pour le personnage, voir Yoko Tsuno (personnage).
Yoko Tsuno est une série de bande dessinée d'aventure et de science-fiction, créée en septembre 1970 par l'auteur belge Roger Leloup. La série met en scène l'héroïne éponyme Yoko Tsuno, ingénieure japonaise en électronique.

## Origine
Yoko Tsuno a d'abord été envisagée comme un personnage secondaire de Jacky et Célestin, série que Peyo désirait confier à Roger Leloup. Ce dernier esquisse, à Noël 1968, une jeune Japonaise pour rejoindre le duo. Un an plus tard, alors que les éditions Dupuis cherchaient une série à publier à la fois dans le Journal de Spirou et dans le magazine allemand Eltern (« Parents »), Leloup présente son projet de reprise de Jacky et Célestin, qui est refusé, l’éditeur préférant voir apparaître de nouveaux personnages. Une planche d'essai est réalisée pour convaincre l'éditeur allemand, qui fait figurer côte à côte Vic Vidéo et Pol Pitron, ainsi que Yoko comme personnage secondaire du duo. Leloup joint également les dix premières planches du Trio de l’étrange.
Convaincu par ces planches, et dans l'attente de la réponse du magazine allemand, Dupuis demande à Leloup de réaliser des récits complets avec Yoko, sous la supervision d'un pilier de Dupuis, Maurice Tillieux (Gil Jourdan, Jess Long, Marc Lebut...). « À la fin des années 1960, on n'imaginait pas qu'une femme puisse devenir une héroïne de bande dessinée ».
Yoko porte alors le nom de Yoko Shirisho. Maurice Tillieux conseille de changer le nom pour quelque chose de plus court. La ville de Tsuno au Japon va donner son nom à Yoko, comme l'explique Leloup : « Tsu avait une résonance chinoise et No rappelait le théâtre japonais, bref c’était idéal pour une héroïne japonaise à laquelle je voulais donner des origines chinoises ».
Annoncé dans le Journal de Spirou no 1692 le 17 septembre 1970, le premier récit complet Hold-up en hi-fi, avec Maurice Tillieux aux textes, est publié une semaine après dans le no 1693. Suit un second récit, l'Ange de Noël, publié dans le no 1706 du 24 décembre 1970, suivi du troisième récit, la Belle et la Bête dans le numéro 1709 du 14 janvier 1971. La collaboration avec Maurice Tillieux s'arrête alors. Cap 351 paraît dans le no 1715 du 25 février 1971.
Le bon accueil réservé à l'automne 1970 au premier récit complet fait abandonner à Dupuis l'idée de collaboration avec le magazine allemand et lui fait donner son feu vert à Roger Leloup pour réaliser un album complet, Le Trio de l'étrange, qui parait dans le journal de Spirou à partir du 13 mai 1971.

## Technique

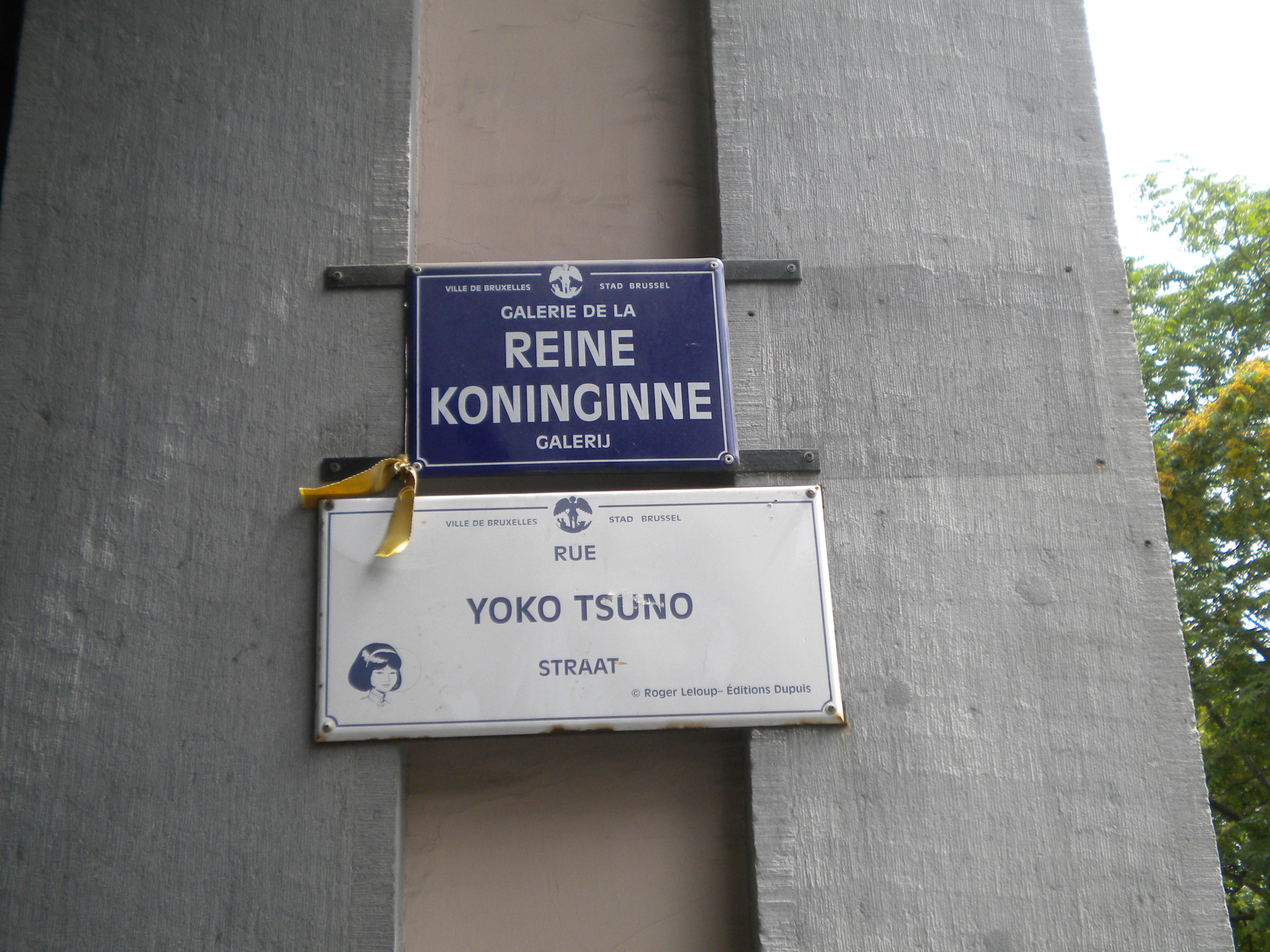
Rue Yoko Tsuno à Bruxelles.

La série est réalisée principalement par Roger Leloup qui signe tous les scénarios et dessins, avec la seule exception de la collaboration de Maurice Tillieux pour deux récits courts. Toutefois, on doit associer à la réussite de la série les Studios Léonardo, et notamment la coloriste Béatrice, qui réalisent la mise en couleur des albums,.
La série est réputée pour la minutie de ses décors, souvent fondée sur une abondante documentation photographique, particulièrement perceptible dans l'album La Frontière de la vie.
De manière très sensible dès le deuxième volume (L'Orgue du diable) pour les décors et dès le troisième volume (La Forge de Vulcain) pour les habits, la série atteint une grande qualité graphique. La robe rouge et les bottes de la même couleur des premières aventures (les récits courts d’Aventures électroniques, Le Trio de l'étrange et L'Orgue du diable) font place à des tenues variées : robes, jupes, tuniques, tenues vinéennes, etc. sans oublier le kimono. Dans La Fille du vent, elle porte ainsi onze tenues différentes sur les 44 planches de l'histoire. Les avions et les voitures sont également très soignés. À noter le faible de Yoko (ou de Leloup ?) pour les petits cabriolets : Fiat X1/9, Fiat Ritmo cabriolet, et la Fiat 850 Spider Bertone de Vic dans Le Trio de l'étrange.
La série est prétexte pour l'auteur à illustrer certains de ses centres d'intérêt (technologie, modélisme, cultures orientales, entomologie, etc.). « Aujourd'hui, je ne pourrais plus abandonner le personnage de Yoko. Je m'y suis attaché profondément. Je ne maîtrise plus son existence. À force de vivre à mes côtés, Yoko est devenue une partie de ma vie ».
Malgré le soin apporté, quelques erreurs sont à noter dans le graphisme ou la cohérence de l'histoire. On peut ainsi citer dans Les Titans l'absence de genouillères sur la tenue de Yoko Tsuno page 45 alors que celles-ci apparaissent sur la page suivante ou la montre du commandant du pétrolier dans Le Feu de Wotan. Le père de Yoko, Seiki Tsuno, avait été précédemment évoqué sous le nom de Susuki Tsuno, dans la conclusion du récit La Belle et la Bête : « On a imaginé un nom trop rapidement. [Pour son intervention réelle dans la série, j'ai fixé] mon choix sur Seiki Tsuno, parce que Susuki est en fait un nom de famille ».
« J'ai pris à Hergé son plus gros défaut : la maniaquerie. Mais également, le fait de croire au personnage et au décor où il se déplace. C'est ce souci de précision dans la fiction qui fait que le lecteur peut y croire aussi », déclare-t-il à propos de son sens de la vraisemblance historique pour L'Astrologue de Bruges.

## Personnages

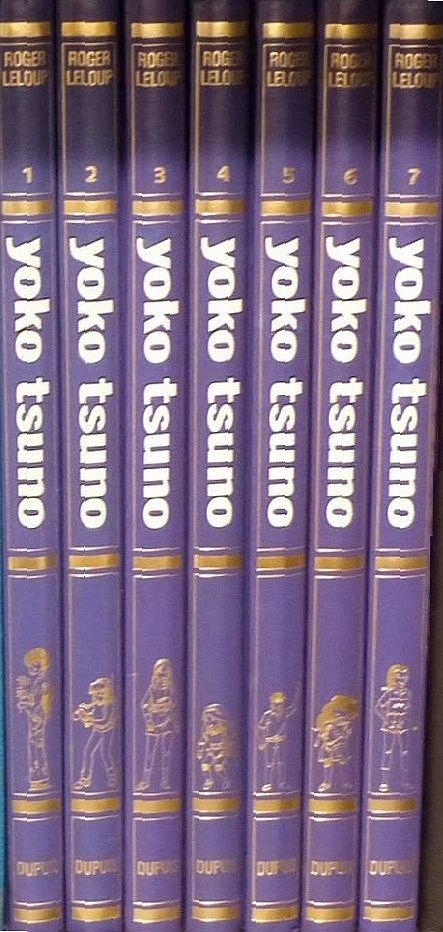
Intégrale Yoko Tsuno chez Dupuis-Rombaldi.

Les personnages principaux vivent en Belgique, bien que les aventures se déroulent dans le monde entier et même dans le système planétaire de Vinéa qui se trouve dans la galaxie du Triangle à 2 millions d'années-lumière du nôtre. Les histoires tournent autour de trois personnages centraux :
- Yoko Tsuno : élevée au Japon. Elle est ingénieure en électronique et est très intelligente avec un brevet D planeur, pilote d'hélicoptères (Gazelle, Écureuil…) Elle possède également une ceinture noire d'aïkido. Aussi belle qu'intelligente, aussi sportive que tendre, du haut de ses 20 ans cette demoiselle au grand cœur enchaîne les aventures sur Terre, dans l'espace et même à travers le temps.
- Vic Vidéo : avec sa forte personnalité il est tout d'abord leader du trio, puis il est vite supplanté par Yoko malgré lui. Relégué au rang de faire-valoir, Vic Vidéo reste un ami fidèle et toujours présent.
- Pol Pitron : l'élément comique du trio qui fait de chaque aventure un gag, il est râleur mais extrêmement protecteur, à l'égard des enfants notamment. Son nom de famille fait écho à son rôle de pitre.

Parmi les nombreux personnages secondaires mais à la psychologie
souvent très travaillée par l'auteur, on peut distinguer des créatures présentes de manière significative dans plusieurs albums :
- Khâny et Poky, les jumelles vinéennes à la peau bleue.
- Ingrid Hallberg, organiste allemande.
- Rosée du matin, jeune chinoise orpheline de parents. Yoko en devient la tutrice légale à la demande du grand-père de Rosée, épuisé par ses années d'existence ;
- Monya, terrienne venue du futur, de l'an 3872 (grâce à sa machine à voyager dans le temps).
- Mieke, jeune bouquetière brugeoise ramenée du XVIe siècle pour sa sécurité. Elle et Pol sont tombés amoureux et elle accompagne Yoko dans ses diverses aventures.
- Émilia Mac Kinley, jeune fille de 14 ans aux origines russes et écossaises, apparue dans les épisodes les plus récents.

## Une série féminine

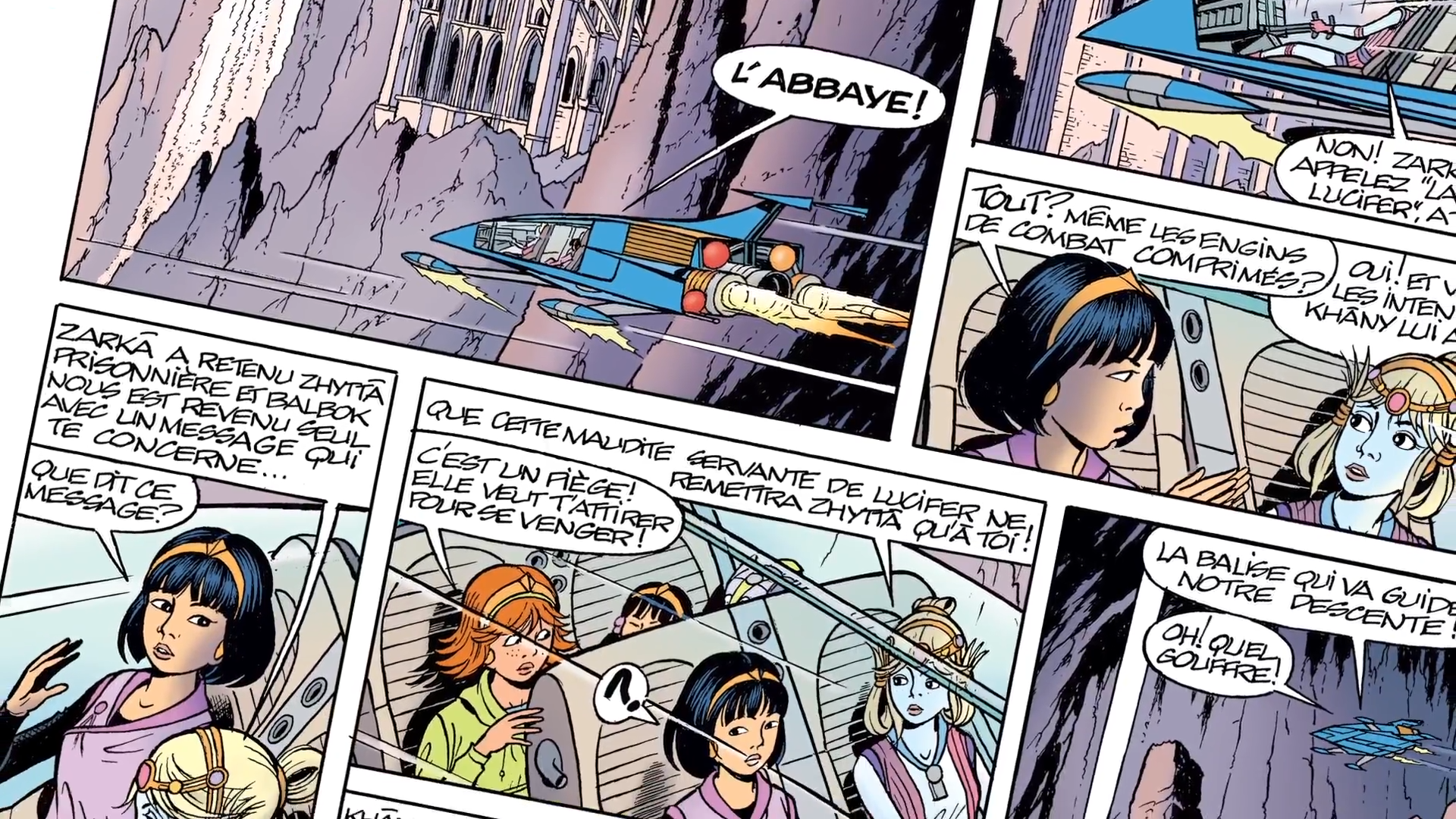
Extrait de l'album Le Temple des immortels.

Yoko Tsuno est l'un des premiers héros féminins de la bande dessinée, pure émanation du féminisme ambiant. Outre Bécassine qui date de 1905, d'autres personnages féminins avaient connu le succès dans un genre plus proche : par exemple, il existait déjà Barbarella de Jean-Claude Forest, créée en 1962, et en 1967, Laureline de la série Valérian et Laureline de Pierre Christin et Jean-Claude Mézières. « À la fin des années 60, on n'imaginait pas qu'une femme puisse devenir une héroïne de bande dessinée. » C'est aussi avec une légère antériorité que François Walthéry crée Natacha en février 1970. Leloup ayant des scrupules à « concurrencer » son ami, Dupuis le rassure en lui expliquant que les deux héroïnes sont complémentaires.
À l'opposé de nombre d'auteurs qui mettent peu en valeur les femmes ou se limitent à les caricaturer, Leloup compose un univers où elles exercent souvent les rôles habituellement confiés à des personnages masculins, mais avec leurs propres atouts et faiblesses, comme l'illustre le duel acharné entre Yoko et la reine Hégora dans Les Archanges de Vinéa. À l'origine personnage secondaire derrière Vic et Pol, Yoko les relègue au second plan. Mais ils sont d'indispensables faire-valoir et alimentent le contraste homme-femme. Yoko est devenue le chef de bande et aussi, dans une certaine mesure, le chef de famille pour les autres personnages. « Yoko représente peut-être le type de jeune fille qu'il m'aurait plu de rencontrer à 16-18 ans… Malheureusement, à cette époque, elles étaient moins décomplexées et surtout moins libres ». Bien que troublée par un archange créé pour être charmant dans Les Archanges de Vinéa, elle n'a pas d'aventure amoureuse explicite même si Vic la protège tendrement, voire la réconforte. Sont-ils amoureux, ou simplement des amis très chers ? Roger Leloup explique qu'il « ne l'a pas engagé plus avant avec Yoko car beaucoup de lecteurs sont inconsciemment amoureux d'elle, et se sentiraient exclus ». « J'ai surtout le privilège de lui avoir offert un très gros pourcentage de lectrices, qui s'est amplifié au fil des albums. Le courrier que je reçois émane pour les deux tiers de filles, et les lecteurs de Yoko sont certainement pour moitié des filles… ». L'adoption de Rosée du matin place Yoko Tsuno en position de mère sans nécessiter d'idée de couple.
En plus de Yoko, beaucoup de femmes tiennent des rôles-clefs : Khâny, Ingrid Hallberg, Eva Schulz, Monya, Emilia McKinley, etc.

## Thématiques
Les histoires sont fortement fondées sur une technologie souvent très évoluée et futuriste voire de science-fiction, incluant des concepts tel que dragons robots, voyage dans le temps ou dans l'espace et même, plusieurs civilisations extraterrestres, dont les Vinéens et les Titans. Fasciné dès l'enfance par la technologie, quelques-unes des passions de Leloup, comme le modélisme, trouveront un débouché dans les histoires de Yoko Tsuno. Yoko et d'autres personnages utilisent de nombreux aéroplanes ou automobiles toujours décrits avec minutie. « J'ai toujours été bricoleur, j'avais des planeurs téléguidés et je fabriquais moi-même mes modèles réduits. J'ai été deux fois champion de Belgique dans ma catégorie. J'ai aussi volé dans des clubs d'amateurs sur de petits appareils. Aussi, dès que j'ai commencé à travailler sur Yoko, l'exutoire a été total. Tout ce que je faisais en modélisme ou imaginais sur le plan mécanique est passé dans mon dessin ».
La série nous tient à l'avant-garde des dernières avancées technologiques réelles ou spéculatives par l'utilisation de théories scientifiques. La possibilité de stocker l'énergie de la foudre dans des accumulateurs et de créer un « rayon de la mort » basé sur l'électricité statique dans Le Feu de Wotan en sont d'autres. Dans les épisodes relevant de la science-fiction, Roger Leloup garde un souci du plausible. Ainsi dans l'album Les Trois Soleils de Vinéa où les héros franchissent deux millions d'années-lumière en moins de deux mois, défiant ainsi les théories physiques, il fait franchir la limite de la vitesse de la lumière en imaginant un milieu sans lumière ! « J'ai un côté Jules Verne dans le sens où j'ai besoin de trouver des explications plausibles aux phénomènes que j'imagine (…) L'avantage de la science-fiction, c'est que je ne suis pas obligé de démontrer par l'expérience mes théories. Celle-ci est plausible… mais totalement fictive ».
Les albums La Forge de Vulcain et Le Feu de Wotan illustrent aussi son intérêt pour les mythologies. Il existe beaucoup de symbolisme dans certains titres choisis : Message pour l'éternité, La Frontière de la vie, La Spirale du temps, La Porte des âmes… Il mélange allègrement la science-fiction, présente dans la majorité des albums, avec le réalisme, l'album La Proie et l'Ombre démystifiant la superstition des fantômes. Il use de procédés littéraires comme le voyage dans le temps (La Spirale du temps, Le Matin du monde…) et multiplie les personnages récurrents, bien que hormis Pol et Vic ils ne soient pas présents dans tous les albums.
La thématique du gigantisme est très présente dans l'œuvre : « [O]rdinateur géant des Vinéens, colossal orgue du diable, détournement de l'énergie terrestre constituée par la lave, soleil artificiel, insectes extraterrestres, typhons destructeurs, etc. Parmi ces forces extraordinaires et mécaniques hors des normes, Yoko et ses compagnons illustrent les meilleures qualités de notre humanité : son sens de l'initiative, sa recherche d'idéal et de tolérance, une compréhension sereine de l'inconnu et la révolte devant les dominations qui s'établissent au détriment des humbles. Leur conduite est toujours dictée par la générosité et le désir d'améliorer le monde nouveau qu'ils découvrent. Même les géants ont parfois besoin de plus petits qu'eux pour se civiliser. »
Yoko sait combattre mais refuse de le faire sans nécessité et répugne plus encore à tuer. Dans Le Secret de Khâny, un boîtier commande une explosion qui sauvera la Terre mais tuera Gorka (le second de Karpan), et c'est Myna qui déclenche l'explosion alors que Yoko hésite toujours. Dans La Forge de Vulcain, elle assiste impuissante à la mort de Karpan. La mort d'un bandit dans Le Feu de Wotan lui inspire cette réflexion : « La mort d'un homme est un échec ! » À l'opposé, elle se dévoue pour sauver de la mort les enfants, comme très symboliquement dans La Frontière de la vie. Dans ce même album, elle se refuse à profaner un cercueil et ne l'ouvre que quand elle est certaine qu'il ne contient aucun corps. Yoko est bouddhiste. Si la religion n’occupe qu’une place mineure dans la plupart des albums, elle est en revanche présente dans La Fille du vent.

## Albums de la série
1. Le Trio de l'étrange (1972,  (ISBN 2-8001-0666-2))
2. L'Orgue du diable (1973,  (ISBN 2-8001-0667-0))

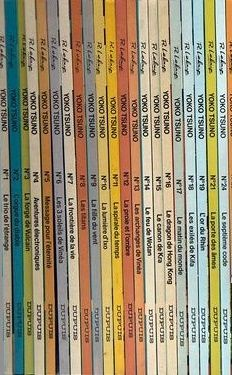
Série courante Yoko Tsuno.

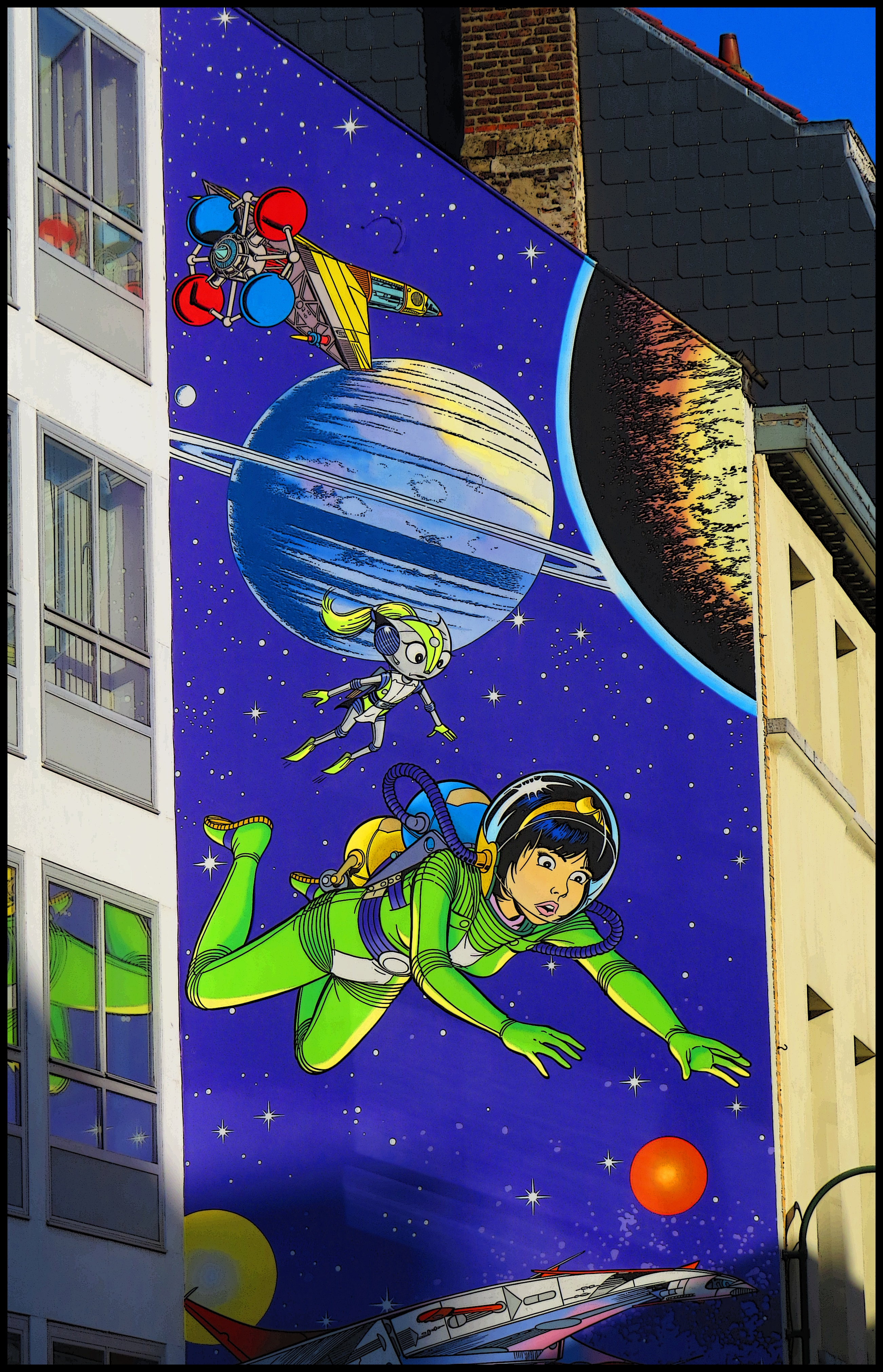
Fresque murale inspirée des Trois Soleils de Vinéa à Bruxelles. Fresque réalisée en juin 2011 par Art Mural a.s.b.l.

3. La Forge de Vulcain (1973,  (ISBN 2-8001-0668-9))
4. Aventures électroniques (1974,  (ISBN 2-8001-0669-7))
  1. Hold-up en hi-fi (avec Maurice Tillieux)
  2. L'Ange de Noël
  3. La Belle et la Bête (avec Maurice Tillieux)
  4. Cap 351
  5. Du miel pour Yoko
  6. L'Araignée qui volait
5. Message pour l'éternité (1975,  (ISBN 2-8001-0670-0))
6. Les Trois Soleils de Vinéa (1976,  (ISBN 2-8001-0671-9))
7. La Frontière de la vie (1977,  (ISBN 2-8001-0672-7))
8. Les Titans (1978,  (ISBN 2-8001-0592-5))
9. La Fille du vent (1979,  (ISBN 2-8001-0633-6))
10. La Lumière d'Ixo (1980,  (ISBN 2-8001-0687-5))
11. La Spirale du temps (1981,  (ISBN 2-8001-0744-8))
12. La Proie et l'Ombre (1982,  (ISBN 2-8001-0908-4))
13. Les Archanges de Vinéa (1983,  (ISBN 2-8001-0971-8))
14. Le Feu de Wotan (1984,  (ISBN 2-8001-1029-5))
15. Le Canon de Kra (1985,  (ISBN 2-8001-1092-9))
16. Le Dragon de Hong Kong (1986,  (ISBN 2-8001-1378-2))
17. Le Matin du monde (1988,  (ISBN 2-8001-1585-8))
18. Les Exilés de Kifa (1991,  (ISBN 2-8001-1748-6))
19. L'Or du Rhin (1993,  (ISBN 2-8001-1999-3))
20. L'Astrologue de Bruges (1994,  (ISBN 2-8001-2101-7))
21. La Porte des âmes (1996,  (ISBN 2-8001-2340-0))
22. La Jonque céleste (1998,  (ISBN 2-8001-2587-X))
23. La Pagode des brumes (2001,  (ISBN 2-8001-2948-4))
24. Le Septième Code (2005,  (ISBN 2-8001-3358-9))
25. La Servante de Lucifer (2010,  (ISBN 2-8001-4775-X))
26. Le Maléfice de l'améthyste (2012  (ISBN 2-8001-4862-4))
27. Le Secret de Khâny (2015,  (ISBN 2-8001-6339-9))
28. Le Temple des immortels (2017,  (ISBN 2-8001-6953-2))
29. Anges et Faucons (2019,  (ISBN 979-1-0347-3803-8))
30. Les Gémeaux de Saturne (2022,  (ISBN 979-10-347-5728-2))
31. L'Aigle des Highlands (2024,  (ISBN 978-2-8085-0494-2))

Hors série 1 (roman) : L'Écume de l'aube (Duculot, 1991,  (ISBN 2-8011-0990-8) (BNF 35482592))

### Traductions
Des albums ont été traduits en plusieurs langues et édités dans plusieurs pays : allemand, anglais,(États-Unis et Angleterre), basque, catalan, chinois,, danois, espagnol, finnois, néerlandais, indonésien, italien, norvégien, portugais, suédois, islandais… Dans l'édition égyptienne (en arabe), les pages sont inversées par rapport à l'originale.

### Intégrales
Une première intégrale en sept volumes a été réalisée par les éditions Rombaldi, avec couverture en simili-cuir violette, en 1997 et 1998, reprenant les 21 premiers albums de la série. Chaque volume se composait de trois aventures rangées dans l'ordre chronologique et comportait une préface.
La republication de l'intégrale des aventures de Yoko Tsuno a été prévue depuis 2006 en huit volumes, chacun faisant 176 pages et contenant trois aventures et divers documents inédits. Les huit premiers volumes réorganisent les albums originaux n° 1 à 24 selon un classement thématique et les neuvième et dixième reprennent les albums n° 25 à 30 dans leur ordre chronologique. La mention « Coloriage Béatrice - Studio Léonardo », qui figure à la fin des albums individuels, est parfois remplacée par : « Coloriage Studio Leonardo ». Les intégrales sont aussi publiées en allemand par Carlsen Comics, mais le premier volume paru y est… Aventures allemandes.
1. De la Terre à Vinéa (Le Trio de l'étrange • La Forge de Vulcain • Les Trois Soleils de Vinéa) (2006,  (ISBN 2-8001-3840-8))
2. Aventures allemandes (L'Orgue du diable • La Frontière de la vie • Le Feu de Wotan) (2006,  (ISBN 2-8001-3841-6))
3. À la poursuite du temps (La Spirale du temps • Le Matin du monde • L'Astrologue de Bruges) (2007,  (ISBN 978-2-8001-3888-6))
4. Vinéa en péril (Les Titans • La Lumière d'Ixo • Les Archanges de Vinéa) (2007,  (ISBN 978-2-8001-3889-3))
5. Sous le ciel de Chine (Le Dragon de Hong Kong • La Jonque céleste • La Pagode des brumes) (2008,  (ISBN 978-2-8001-4124-4))
6. Robots d'ici et d'ailleurs (Aventures électroniques • Les Exilés de Kifa • La Porte des âmes) (2008,  (ISBN 978-2-8001-4125-1))
7. Sombres Complots (La Fille du vent • La Proie et l'Ombre • L'Or du Rhin) (mai 2009,  (ISBN 978-2-8001-4367-5))
8. Menaces pour la Terre (Message pour l'éternité • Le Canon de Kra • Le Septième Code) (novembre 2009,  (ISBN 978-2-8001-4471-9))
9. Secrets et Maléfices (La Servante de Lucifer • Le Maléfice de l'améthyste • Le Secret de Khâny) (janvier 2017,  (ISBN 978-2-8001-6969-9))
10. Les Ailes du péril (Le Temple des immortels • Anges et Faucons • Les Gémeaux de Saturne) (mai 2023,  (ISBN 979-1-0347-7067-0))

| Intégrale | Album | Album | Album |
| --------- | ----- | ----- | ----- |
| T1        | 1     | 3     | 6     |
| T2        | 2     | 7     | 14    |
| T3        | 11    | 17    | 20    |
| T4        | 8     | 10    | 13    |
| T5        | 16    | 22    | 23    |
| T6        | 4     | 18    | 21    |
| T7        | 9     | 12    | 19    |
| T8        | 5     | 15    | 24    |
| T9        | 25    | 26    | 27    |
| T10       | 28    | 29    | 30    |

## Avions
Sont ici listés tous les avions et hélicoptères intervenant dans la série de bande dessinée Yoko Tsuno.
| Nom - Modèle                      | Nationalité                   | Immatriculation | Tome d'apparition | Commentaire |
| --------------------------------- | ----------------------------- | --------------- | ----------------- | --- |
| Hélicoptère Jet Ranger            | France                        | F-TBK           | 3                 | Hélicoptère de la compagnie pétrolière Forex. |
| Hélicoptère Jet Ranger            | Autriche                      | OE-DXY          | 4                 | Hélicoptère piloté par Herbert. |
| Rolladen-Schneider LS1            | Belgique                      | OO-ZBY          | 5                 | Planeur de la Convention Internationale de vol à voile. Il s'agit d'un planeur du Centre National de Vol à Voile (CNVV) à Saint-Hubert (Belgique). En 2010, ce planeur est toujours en service sous cette immatriculation |
| Hélicoptère Gazelle               | Grande-Bretagne               | G-TPRE          | 5                 | Hélicoptère de « Milord » |
| MS Rallye                         | France                        | F-DTIK          | 5                 | Petit avion remorqueur de planeur |
| Avion spécial « Albatros »        | Suisse                        | HB-ZKC          | 5                 | Avion conçu spécialement pour la mission de Yoko. Indicatif : Mère poule |
| Planeur spécial                   | —                             | —               | 5                 | Planeur conçu spécialement pour la mission de Yoko. Indicatif : Poussin |
| Handley-Page H.P.45 « Horus »     | Grande-Bretagne               | G-AAXJ          | 5 29              | Avion disparu en 1933 et posé dans un cratère afghan |
| Pilatus PC-6                      | Suisse                        | HB-FGB          | 5                 | Remorqueur de planeur |
| Handley Page Victor               | Grande-Bretagne               |                 | 5                 | Avion militaire britannique ravitailleur en vol |
| Hélicoptère Mil Mi-6              | Union Soviétique              | CCCP-06174      | 5                 | Hélicoptère médical russe |
| Douglas DC-10-30                  | Swissair, Suisse              | —               | 9                 | Vol Swissair 312 |
| Shin Meiwa US-1                   | Japon                         | no 9075         | 9                 | Hydravion de la marine japonaise |
| Mitsubishi A6M Zéro               | Japon                         | —               | 9                 | Appareil kamikaze piloté par Aoki |
| Hélicoptère Jet Ranger            | —                             | —               | 11                | Hélicoptère piloté par Yoko |
| Hélicoptère Écureuil              | —                             | —               | 11                | Hélicoptère piloté par Vic |
| Hélicoptère Gazelle               | Allemagne                     | D-HATG          | 14                | Hélicoptère loué par Peter Hertzel. |
| Hélicoptère MBB BO-105CBS05       | Police allemande              | —               | 14                | Hélicoptère escortant le Gazelle de Yoko. |
| Boeing 727-30C                    | Lufthansa, Allemagne          | D-ABIU          | 14                | Avion amenant Vic et Pol rejoindre Yoko à l'aéroport de Francfort. |
| Colibri                           | Suisse                        | HB-WIN          | 15                | Piloté par Yoko Tsuno |
| Kawasaki C-1                      | Japon                         | JA-9583         | 15                | Avion de transport des déchets nucléaires |
| Jet privé de Peter Hertzel        | Suisse                        | HB-DEKA         | 15                | Jet d'affaires bleu et blanc |
| Hélicoptère S-61R                 | Kampong                       | —               | 15                | Hélicoptère à capacité amphibie |
| A6M2-N « L'Oiseau Divin »         | Kampong                       | K0G37           | 15                | « Zéro à flotteurs » de Sakamoto |
| Lockheed L-1011-385-3 TriStar 500 | AirLanka, Sri Lanka           | —               | 15                | Atterrit à l'aéroport international de Katao-Sokmo |
| Douglas DC-9                      | Kampong Air, Kampong          | KA-TZA          | 15                | Atterrit à l'aéroport international de Katao-Sokmo |
| F-16B                             | Kampong                       | KFS 02 KAF      | 15                | Piloté par Onago; s'écrase à proximité du canon de Kra |
| F-5 A                             | Forces dissidentes du Kampong | —               | 15                | Avion aux ordres de Sakamoto; détruit par Onago |
| Boeing 747-267B                   | Cathay Pacific, Hong Kong     | —               | 16                | Avion amenant Vic et Pol rejoindre Yoko et Rosée à l'aéroport Kai Tak. |
| Lockheed L-1011 Super TriStar     | Cathay Pacific, Hong Kong     | —               | 16                | Avion de ligne attaqué par le dragon mécanique au moment de se poser sur la piste de Kai Tak. |
| Colibri 2                         | Suisse                        | HB-WIP          | 17                | Piloté par Yoko Tsuno |
| Boeing 737-200                    | CAAC, Chine                   | —               | 22                | Avion amenant Yoko et Rosée à Guilin. |
| Consolidated PBY Catalina         | Brésil                        | PP-CAR          | 24                | Hydravion piloté par Brian Mac Kinley |
| Boeing Stearman PT-17             | Brésil                        | PP-SMF          | 24                | Hydravion biplan d'Émilia |
| Le « Tsar »                       | Russie ??                     | —               | 24 26 29          | Fonctionne grâce à une mystérieuse substance antigravitation |
| Seawind (en) 3000                 | Écosse                        | G-LOCA          | 25 29             | Hydravion amenant Yoko et Émilia au château de Loch Castle en Écosse |
| Tupolev Tu-154                    | Aeroflot, Russie              | RA-85669        | 26                | Avion en stationnement à l'aéroport international Pulkovo de Saint-Pétersbourg |
| Boeing 737 NG                     | KLM, Pays-Bas                 | —               | 26                | Avion en stationnement à l'aéroport international Pulkovo de Saint-Pétersbourg |
| Soukhoï Su-27                     | Armée de l'air russe          | 30              | 26                | Indicatif : Aiglon trois-zéro |
| Le « Tsar »                       | Russie ??                     | —               | 26                | Vu dans l'album Le Septième Code |
| Short S.17 Kent                   | Écosse                        | G-ABFX          | 26                | Stationné à proximité du Firth of Forth |
| De Havilland DH.89 Dragon Rapide  | Écosse                        | G-AHFL          | 26                | Appartient à la compagnie aérienne Scott Wings |
| Handley-Page H.P.45 Horatius      | Grande-Bretagne               | G-AAXD          | 26                | Avion en stationnement à l'aéroport de Croydon, Londres |
| Short L.17 « Scylla »             | Grande-Bretagne               | G-ACJJ          | 26                | Avion en stationnement à l'aéroport de Croydon, Londres |
| De Havilland DH.82 Tiger Moth     | Grande-Bretagne               | G-AVMD          | 26                | Avion de Sir Archibald MacDougal |
| Junkers Ju 52                     | Lufthansa, Reich allemand     | D-2206          | 26                | Avion du Comte Pavkine |
| L'« Aigle rouge »                 | URSS                          | —               | 26                | Hydravion « chef-d'œuvre issu du génie du peuple soviétique », sans doute inspiré par le Kalinine K-7 |